# Prosciurillus abstrusus
Prosciurillus abstrusus is een zoogdier uit de familie van de eekhoorns (Sciuridae). De wetenschappelijke naam van de soort werd voor het eerst geldig gepubliceerd door Moore in 1958.

## Voorkomen
De soort komt voor in Indonesië.